# Gilbert N. Lewis
Gilbert Newton Lewis (ngày 25 tháng 10 (hoặc 23), 1875 - 23 tháng 3 năm 1946) , là một nhà hóa học vật lý người Mỹ, và là Thành viên Hiệp hội Hoàng gia .
Gilbert N. Lewis được biết đến với phát hiện mối liên kết cộng hóa trị và khái niệm cặp electron; các cấu trúc dấu chấm Lewis và các đóng góp khác của ông đối với lý thuyết liên kết hóa trị đã hình thành các lý thuyết hiện đại về liên kết hóa học. Lewis cũng đã đóng góp lớn trong lĩnh vực nhiệt động lực học, quang hóa học, phân tách đồng vị, và cũng được biết đến với khái niệm của ông về axit và base .
Gilbert Newton Lewis Ông là một trong những nhà khoa học Mỹ quan trọng nhất của thế kỷ 20. Công trình của ông đã tạo ra một cuộc cách mạng cấu trúc trong nghiên cứu hóa học, nhờ vào nhiều đóng góp mà ông đã làm trong suốt cuộc đời mình cho sự phát triển của khoa học.
Trong số những đóng góp của hóa lý này, công thức mang tên ông nổi bật, trong đó các cặp electron đơn lẻ được biểu diễn bằng đồ họa. Công việc nghiên cứu của Lewis rất rộng, mặc dù danh tiếng của ông về cơ bản là do lý thuyết về liên kết hóa học và định nghĩa về axit-bazơ được xây dựng vào năm 1923.

## Tiểu sử
Gilbert Newton Lewis được sinh ra ở Weymouth, Massachusetts, vào ngày 23 tháng 10 năm 1875. Cha mẹ anh là Frank Wesley Lewis và Mary Burr White Lewis. Trong những năm đầu tiên, ông đã nhận được những lời dạy tại nhà riêng của mình và năm 10 tuổi, ông vào trường công lập, nơi ông tốt nghiệp vào năm 1889.
Năm 1884, Lewis phải định cư cùng gia đình ở Lincoln, Nebraska. Năm 13 tuổi, anh được nhận vào trường trung học Đại học Nebraska.

## Nghiên cứu
Sau khi tốt nghiệp, ông tiếp tục học đại học trong hai năm và sau đó đăng ký vào Đại học Harvard vào năm 1893.
Ban đầu, anh bắt đầu quan tâm đến kinh tế, nhưng cuối cùng đã chọn ngành vật lý và hóa học. Gilbert có bằng hóa học vào năm 1896 và trong một năm, ông đã giảng dạy tại Phillips Academy, một trường tư thục của Andover.
Ông trở lại Harvard để làm công việc sau đại học và lấy bằng thạc sĩ năm 1898 với luận án về Electron và một phân tử. Một năm sau, ông lấy bằng tiến sĩ và luận án của ông có tiêu đề Một số mối quan hệ điện hóa và nhiệt hóa của hỗn hống kẽm và cadmium".
Tại Harvard, ông phục vụ như một người hướng dẫn trong một năm, và sau đó đi đến Châu Âu với một học bổng. Ông học với các nhà hóa học vĩ đại thời bấy giờ.
Năm 1899, ông tới Đức để học cùng với Wilhelm Ostwald Leipzig và sau đó là Walter Nernst tại Đại học Gottingen; sau đó ông làm việc cho chính phủ Philippines.

## Học tập và tham gia vào cuộc chiến
Từ năm 1999 đến 1906, ông dạy hóa học tại Đại học Harvard và sau đó được Viện Công nghệ Massachusetts thuê, nơi ông từ năm 1907 đến 1912.
Sau đó, ông trở thành giáo sư hóa học tại Đại học California (Berkeley), nơi ông lấy bằng trưởng khoa của Trường Hóa học.
Năm 1908, ông xuất bản bài báo đầu tiên về lý thuyết tương đối song song với Albert Einstein. Trong đó, nó xác định rằng có một mối liên kết giữa khối lượng năng lượng, nhưng theo một hướng khác với hướng được sử dụng bởi Einstein.
Vào ngày 21 tháng 6 năm 1912, Lewis kết hôn với Mary Hinckley Sheldon, người có ba người con: Margery S. Lewis, Edward S. Lewis và Richard Newton Lewis..
Công việc của anh ở California bị gián đoạn do  Thế chiến thứ nhất bùng nổ. Năm 1917, ông được ủy nhiệm làm việc cho Quân đội Hoa Kỳ, nơi ông trở thành người đứng đầu Bộ phận Quốc phòng của Dịch vụ Chiến tranh Hóa học.
Việc giao hàng và khả năng làm việc của Lewis đã cho phép quân đội giảm số lượng tổn thất mà trước đó phải chịu do sử dụng khí đốt từ phía quân đội của kẻ thù. Vào cuối cuộc chiến, ông được trang trí cho các dịch vụ của mình với danh hiệu cao quý nhất.

## Qua đời
Gilbert N. Lewis qua đời ở tuổi 70 vì một cơn đau tim khi làm việc trong phòng thí nghiệm của ông tại Đại học Berkeley vào ngày 23 tháng 3 năm 1946.

## Đóng góp
Một số đóng góp quan trọng nhất của Gilbert Newton Lewis cho khoa học là như sau:
-Cấu trúc Lewis
-Liên kết cộng hóa trị
-Lý thuyết của octet
-Photon
-Thu hút và hóa trị
-Nước nặng
-Lý thuyết về giải pháp